# Dodental
Het dodental (of dodenaantal) is een getal dat het aantal gedode mensen aangeeft bij een bepaalde gebeurtenis. Hiervoor wordt ook vaak de Engelse benaming body count gebruikt. De term wordt zowel gebruikt bij oorlogen, (natuur)rampen en terroristische aanslagen, als bij computerspellen en speelfilms.
Dodenaantallen worden al sinds antieke tijden in oorlogen als propaganda gebruikt om het thuisfront tevreden te stellen en de vijand te demoraliseren.

## Oorlogen en rampen met een hoog dodental
| Dodental     | Gebeurtenis                  | Periode   |
| Oorlogen     | Oorlogen                     | Oorlogen  |
| ------------ | ---------------------------- | --------- |
| ± 30.000.000 | An Lushan-opstand            | 755–763   |
| ± 45.000.000 | Mongoolse veroveringen       | 1207–1472 |
| ± 20.000.000 | Veroveringen van Timoer Lenk | 1369–1405 |
| ± 25.000.000 | Opstand van de Mantsjoes     | 1616–1662 |
| ± 5.000.000  | Napoleontische oorlogen      | 1803–1815 |
| ± 30.000.000 | Taipingopstand               | 1851–1864 |
| ± 10.000.000 | Dunganopstand                | 1862–1877 |
| ± 15.000.000 | Eerste Wereldoorlog          | 1914–1918 |
| ± 7.000.000  | Russische Burgeroorlog       | 1917–1922 |
| ± 70.000.000 | Tweede Wereldoorlog          | 1939–1945 |
| Natuurrampen |                              |           |
| ± 800.000    | Aardbeving Shaanxi           | 1556      |
| ± 10.000.000 | Bengaalse hongersnood        | 1770      |
| ± 2.000.000  | Vloed Gele Rivier            | 1887      |
| ± 3.000.000  | Vloeden China                | 1931      |
| ± 500.000    | Cycloon Bhola                | 1970      |
| Ziekten      |                              |           |
| ± 75.000.000 | Zwarte Dood                  | 1346–1351 |
| ± 50.000.000 | Spaanse griep                | 1918–1919 |

## Body countin films
In speelfilms speelt het dodental vaak een belangrijke rol. De term wordt dan ook regelmatig gebruikt in reclameslogans. Zo luidt de tagline van de horrorfilm Friday the 13th Part 2: "The body count continues". Hieronder een lijst met de films die, volgens een studie van de Britse website GoCompare uit 2016, het hoogste dodental hebben.
| Dodental | Film                                          | Jaar |
| -------- | --------------------------------------------- | ---- |
| 83.871   | Guardians of the Galaxy                       | 2014 |
| 5.687    | Dracula Untold                                | 2014 |
| 2.922    | The Sum of All Fears                          | 2002 |
| 2.798    | The Lord of the Rings: The Return of the King | 2003 |
| 2.234    | 300: Rise of an Empire                        | 2014 |
| 1.741    | The Lord of the Rings: The Two Towers         | 2002 |
| 1.647    | The Matrix Revolutions                        | 2003 |
| 1.417    | The Hobbit: The Battle of the Five Armies     | 2014 |
| 1.297    | Braveheart                                    | 1995 |
| 1.019    | The Avengers                                  | 2012 |